# Андарай (футбольный клуб)
«Спортивный клуб Андарай» (порт.-браз. Andarahy Athletico Club), в русскоязычных источниках часто пишут «Андарахи» — бывший бразильский футбольный клуб из города Рио-де-Жанейро.

## История
«Спортивный клуб Андарай» была основана 9 ноября 1909 года руководством фабрики «Cruzeiro de Tecidos», являвшейся частью крупной компании América Fabril, для «поощрения и облегчения физического развития своих членов с помощью спортивной атлетики в целом и футболом в частности». Одни из руководителей фабрики, Домингос Алвес Бебианно и Алвес Коэльо да Роша, купили участок земли на улице мэра Серзеделлью 198. Среди прочего, на участке было построено поле с искусственным освещением в 1913 году и возведена трибуна двумя годами позже. Название клуба было выбрано из района Андараи (порт.-браз. Andaraí), по тогдашней грамматике, Андарай, где он располагался, означая на языке местных индейцев, «Река летучих мышей». 
С 1916 года клуб начал выступать в чемпионате штата Рио-де-Жанейро. В 1924 году «Андарай» выиграл титул чемпиона турнира Начала чемпионата Рио-де-Жанейро, дважды (1921, 1934) команда занимала второе и дважды (1924, 1933) третье место в чемпионате штата. В 1937 году была основана Футбольная Лига Рио-де-Жанейро (порт.-браз. Liga de Football do Rio de Janeiro), ставшая первой полностью профессиональной лигой в регионе, включавшей в свои ряды только профессиональные команды. Клуб участвовал в первом розыгрыше чемпионата штата, но из-за слабого состава, связанного с невозможностью платить большие деньги лучшим спортсменам, «Андарай» смог одержать только одну победу в 22 матчах. Последнюю игру в качестве профессионального клуба клуб провёл 30 января 1938 года с «Ботафого», в которой уступил 0:4. После окончания совет лиги принял решение отстранить три клуба из Футбольная Лига Рио-де-Жанейро, вместе с «Португезой» и «Оларией» был отстранён «Андарай».
Эти три клуба приняли решение основать свою футбольную лигу — Ассоциацию футбола Рио-де-Жанейро (порт.-браз. Associação de Football do Rio de Janeiro), при этом эта организация почти сразу присоединилась к Футбольной лиге, став, таким образом, её сублигой. Но уже на следующий год «Андарай» выступил с заявлением, что на год уходит из лиги, хотя и остается частью футбольной лиги. В апреле 1940 года клуб выступил с выражением желания возвратиться в лигу. Но уже 29 апреля руководством было принято решение о полном закрытии «Андарай». После этого бывшие игроки команды собирались, только чтобы иногда участвовать в любительских и выставочных матчах. В 1949 году земля, где находилась штаб-квартира, была арендована мэрией и стало зданием муниципальной полиции. В 1961 году поле было выкуплено «Америкой», позже стадион был снесён, а на его месте построен торговый центр в 1996 году. Клуб, не имевший своей собственности, окончательно был ликвидирован в 1973 году.